# Anahareo
Anahareo de son nom de naissance Gertrude Philomen Bernard née le 18 juin 1906 à Mattawa et morte le 17 juin 1986 à Kamloops, était une écrivaine , militante des droits des animaux et écologiste canadienne d'origine algonquine et mohawk.
Tout au long de sa vie, elle a remis en question les stéréotypes culturels des femmes des Premières Nations. À une époque où la « conservation » signifiait augmenter la taille des populations animales pour la chasse et le piégeage, elle a été, avec Grey Owl, pionnière d'une nouvelle conception des animaux, selon laquelle ceux-ci ont des droits intrinsèques et méritent d’être traités avec respect et compassion.

## Biographie

### Jeunesse (1906–1925)
Gertrude Bernard est née le 18 juin 1906 à Mattawa, en Ontario de Mary Nash Ockiping qui était algonquine et de Matthew Bernard qui était algonquin et mohawk. Elle est la cinquième d'une fratrie de sept enfants. Sa mère meurt de la tuberculose alors qu'elle n'a que quatre ans. Elle est ensuite élevée par sa grand-mère paternelle, Catherine Papineau Bernard. Gertrude adore sa grand-mère, qui lui raconte de nombreux souvenirs de son mari et lui enseigne les coutumes mohawks. L'année des onze ans de Gertrude, sa grand-mère devient trop fragile pour pouvoir continuer à s'occuper d'elle. Une de ses tantes emménage alors avec elles pour prendre le relai. Gertrude s'avère être une enfant rebelle et devient une jeune femme indépendante.
Durant l'été 1925, Gertrude Bernard travaille comme serveuse saisonnière au complexe hôtelier de l'île de Camp Wabikon, sur le lac Temagami.
Elle attire l'attention d'un client du complexe, un riche new-yorkais, qui lui propose de payer ses frais de scolarité. Elle et son père décident alors qu'à l'automne, elle fréquentera la Loretto Abbey Catholic Secondary School, un pensionnat catholique de Toronto. Cela ne se produira pas car plus tard dans l'été, elle rencontre un guide qui travaille également à l'hôtel.
Le guide s'appelle Archibald Belaney, il sera connu plus tard sous le nom de Grey Owl . En 1925, il a 36 ans, presque le double l'âge de Gertrude. Il prétend être le fils d'un écossais et d'une apache et être né au Mexique,.

### La vie avec Grey Owl (1926–1936)
En février 1926, renonçant à ses projets d'études, Anahareo (comme elle sera communément connue) rejoint Grey Owl près de Doucet, dans la région de l'Abitibi, au nord-ouest du Québec, où il gagne sa vie comme trappeur. Anahareo accompagne Grey Owl dans son travail de piégeage et est horrifiée par ce qu'elle voit,. 

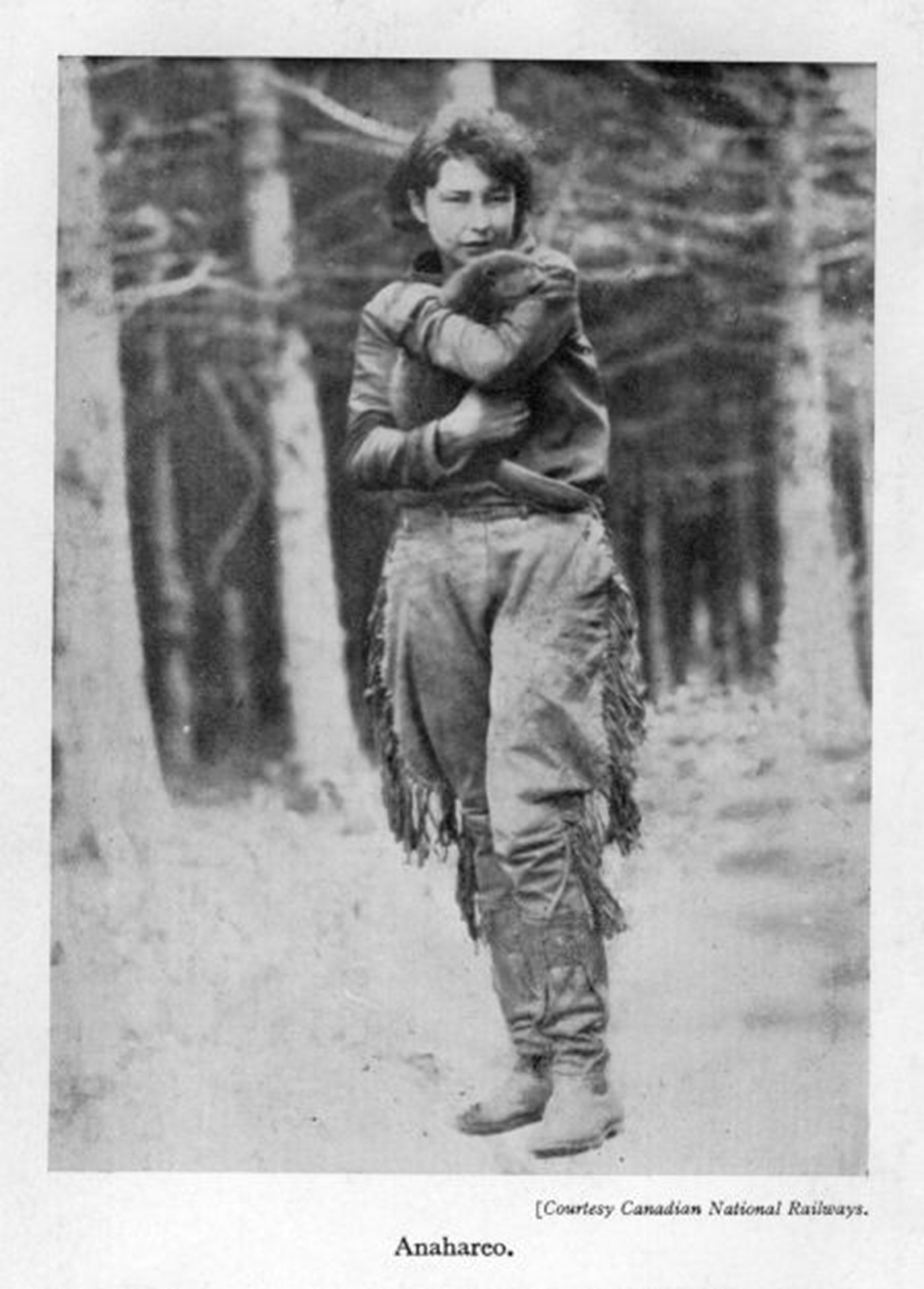
Anahareo et un castor

Elle tente de lui faire comprendre la torture qu'endurent les animaux lorsqu'ils sont pris au piège. D'après le récit relaté dans Pilgrims of the Wild, Grey Owl localise une hutte de castor, dont il sait qu'elle est occupée par une mère castor, dans le but de lui tendre un piège. Lorsque Grey Owl capture l'animal, Anahareo, ne supportant pas les cris de détresse des chatons, s'éloigne de la hutte en canoë. Elle le supplie alors de libérer la mère, ce que Grey Owl refuse de faire car il est à court d'argent. Le lendemain, ils décident d'adopter les bébés castors qu'ils appellent McGinnis et McGinty.
Leur relation est parfois tumultueuse. Dans ses mémoires, Un diable en mocassins - Ma vie avec Grey Owl, Anahareo affirme avoir poignardé Grey Owl avec un couteau. À l'été 1927, Grey Owl la demande en mariage. Comme il n'était pas divorcé de sa première épouse, Angele Egwuna, le couple ne pouvait pas se marier en vertu de la loi canadienne. Le chef de la bande indienne de Lac-Simon leur a donné une « bénédiction de mariage ».
En 1928, Grey Owl et Anahareo, accompagnés des castors adoptés, déménagent dans la région de Cabano, dans le sud-est du Québec. Ils y résideront jusqu'en 1931. Leur intention est d’établir une colonie de castors, où les animaux seront protégés et étudiés. C'est à Cabano que le trappeur Archibald Belaney devient Grey Owl, écrivain et conférencier. La transformation commence avec la parution de son premier article, « The Passing of the Last Frontier », publié en 1929 dans le magazine anglais Country Life. S'ensuit une demande de l'éditeur du magazine pour l'écriture d'un livre qui sera publié en 1931 sous le titre The Men of the Last Frontier.
Pendant ce temps, Anahareo se lance dans des expéditions de prospection dans les régions éloignées du nord-ouest du Québec. Elle accepte également un travail consistant à transporter en traîneau à chien 1 320 kilos d'équipement jusqu'à un lac éloigné en hiver.

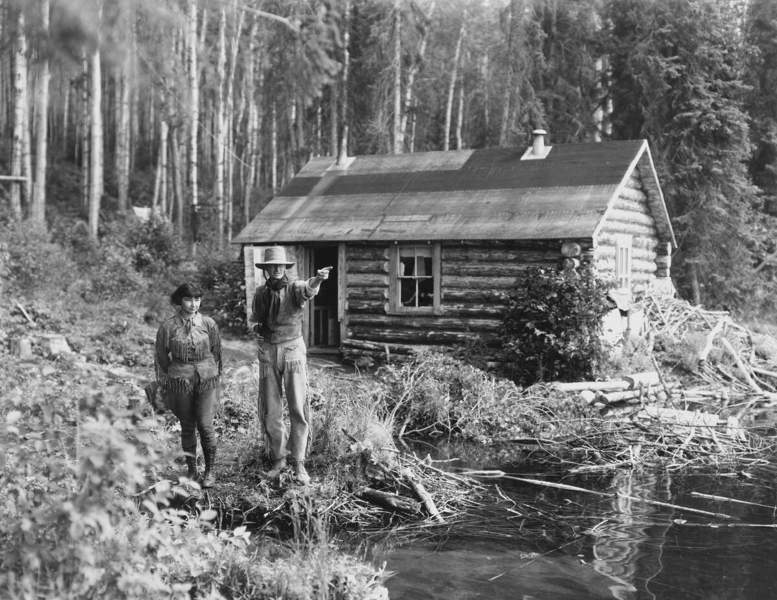
Anahareo et Grey Owl au Beaver Lodge, lac Ajawaan, Saskatchewan

Au printemps 1931, Grey Owl accepte un emploi de gardien d'animaux, d'abord au parc national du Mont-Riding au Manitoba, puis au parc national de Prince Albert au Saskatchewan. Lui et Anahareo, accompagnés de deux nouveaux castors, Jelly Roll et Rawhide, quittent le Québec, à destination d'une nouvelle vie dans l'Ouest.
L'hiver 1931-1932 voit Grey Owl occupé à écrire. Bien qu'Anahareo l'ait fortement encouragé à écrire, elle trouve que cela le transforme en « zombie ».
Leur fille, Shirley Dawn naît en août 1932 à Prince Albert.
À cette époque, en raison de son intérêt pour la prospection, elle commence à étudier la minéralogie. En 1933, elle entendit parler d’une découverte d’or à Chapleau, en Ontario . Elle laisse Shirley Dawn aux soins de la famille Winters à Prince Albert, et entreprend un voyage de prospection pour tenter sa chance. Elle change  d'avis et rentre chez elle après avoir vécu cinq jours et cinq nuits sous une pluie battante qui l'empêche de prospecter.

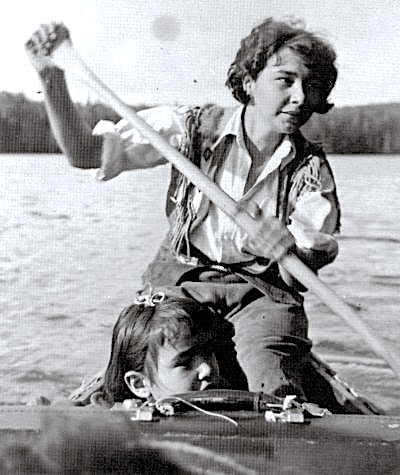
Canoë à Anahareo et Shirley Dawn

Durant l'été 1933, Anahareo part seule en  prospection dans la région reculée de la rivière Churchill. Elle effectuera un deuxième voyage, plus long cette fois, puisqu'il durera un an de l’été 1934 à l’été 1935. Elle voyage d'abord en canoë jusqu'au lac Wollaston, à 550 kilomètres au nord de Prince Albert, et continue ensuite plus au nord jusqu'à la limite des Barren Lands (une zone de toundra située au Nunavut). Les lettres que Grey Owl lui adresse alors trahissent un mélange d'émotions : l'admiration pour son esprit farouchement indépendant et son courage d'entreprendre seule un voyage aussi ardu, l'inquiétude pour sa sécurité, la jalousie qu'elle puisse faire un voyage dans la brousse alors que sa mauvaise santé à lui et la pression de l'écriture l'empêchent d'entreprendre un voyage aussi long.
À la demande de Grey Owl, Anahareo rentre à l'été 1935 pour l'aider à préparer sa prochaine tournée de conférences en Grande-Bretagne. Au retour de cette tournée, qui eut un succès retentissant, la relation du couple subit se complique en avril 1936. Ils décident de se séparer pour quelque temps. Anahareo reçoit une allocation mensuelle de 50 $, soit près de la moitié du salaire de Grey Owl. Ils se séparent définitivement plus tard cette année-là, probablement en septembre. C'est la dernière fois qu'Anahareo voit Grey Owl vivant.

### Années de difficultés (1937–1959)
Alors que sa fille Shirley Dawn est toujours sous la garde de la famille Winters à Prince Albert, Anahareo essaie de poursuivre une carrière cinématographique à Hollywood .Elle est déjà apparue dans deux films de Grey Owl : The Beaver People et Pilgrims of the Wild. Mais sa tentative tourne court et prend fin en juin 1937, lorsqu'elle donna naissance à sa deuxième fille, Anne. Le nom du père n’apparait pas sur l’acte de naissance d'Anne. Anahareo n’a jamais révélé publiquement qui est le père.
Anahareo se retrouve alors dans une situation financière et sociale précaire : ses tentatives pour utiliser ses compétences acquises lors de ses expéditions dans l'arrière afin de gagner de l'argent en tant que guide expérimentée sont infructueuses. Rapidement, elle n'a pas les moyens de subvenir à ses besoins et à ceux d'Anne. En tant que mère autochtone célibataire, elle court le risque que sa fille lui soit enlevée et qu'elle soit institutionnalisée.
Elle trouve refuge pendant un certain temps dans une résidence de l'Armée du Salut pour mères célibataires à Saskatoon, dans le Saskatchewan. Elle confie Anne à un couple anglo-candien, Mary et William Eagle, qui adopte l'enfant et l'emmène vivre à Calgary. Anne ne découvre l'identité de sa mère biologique qu'en 1963 en lisant des papiers relatifs à son adoption. Elle arrangera une rencontre avec Anahareo et Shirley Dawn,.
Après avoir passé plusieurs mois à l'étranger pour sa deuxième tournée de conférences,Grey Owl rentre au Canada gravement malade. Anahareo informé qu'il est en train de mourir à l'hôpital de Prince Albert s'y précipite, mais il meurt le 13 avril 1938 avant qu'elle puisse le voir.
Quelque temps après, la vérité éclate : Grey Owl n'était pas à moitié indien, comme il le prétendait, mais anglais. À l'invitation de l'éditeur londonien de Grey Owl, Lovat Dickson, Anahareo se rend en Angleterre en 1939 et y rencontra la mère de Belaney, Kittie Scott-Brown. Dickson espérait qu'elle détecte une trace de sang indien en elle, ce qui n'était pas le cas.
À la demande de Dickson, Anahareo écrit un livre de mémoires intitulé My Life With Grey Owl, qui est publié en 1940. Elle n’est pas satisfaite du livre, en partie à cause de son manque de contrôle sur le contenu. Elle se plaint: « The usual portrayal of myself has been that of a sweet, gentle Indian maiden—whispering to the leaves—swaying with the breeze, tra la—. No, no, I’m a rebel really. » (« L'image habituelle de moi-même est celle d'une douce et gentille jeune Indienne, murmurant aux feuilles, se balançant au gré du vent, tra la… Non, non, je suis vraiment une rebelle »).
En 1939, Anahareo rencontre le comte Eric Moltke, membre de la noble famille Moltke-Huitfeldt. Il a immigré au Canada depuis la Suède pour commencer une nouvelle vie. Ils se marient à Winnipeg, où ils espèrent trouver de bonnes opportunités d’emploi, mais ils ne trouvent que des emplois subalternes. Selon Kristin Gleeson, la consommation d’alcool était un problème pour le couple.
Moltke s'enrôle dans l'armée en 1941 et sert comme conducteur de char pendant la Seconde Guerre mondiale. Enceinte de sa troisième fille, Katherine, Anahareo retourne à Saskatoon, où elle loue  une petite maison et vit avec une petite pension d'épouse de militaire. Bénéficiant d'un revenu garanti, elle fait venir Shirley Dawn pour vivre avec elle et Katherine.[réf. nécessaire]
Katherine a quatre ans et Shirley Dawn presque quatorze ans lorsque Moltke rentre à la fin la guerre. Ayant du mal à se réadapter à la vie civile, il boit beaucoup et est incapable de trouver un emploi. En 1947, Shirley Dawn retourne chez les Winter à Prince Albert. Anahareo quitte Moltke et prend un emploi de cuisinière et de femme de ménage dans une ferme de la région. En 1948, Moltke trouve un emploi à Canmore, en Alberta. Anahareo et Katherine l'y rejoigne, espérant un nouveau départ.[réf. nécessaire]

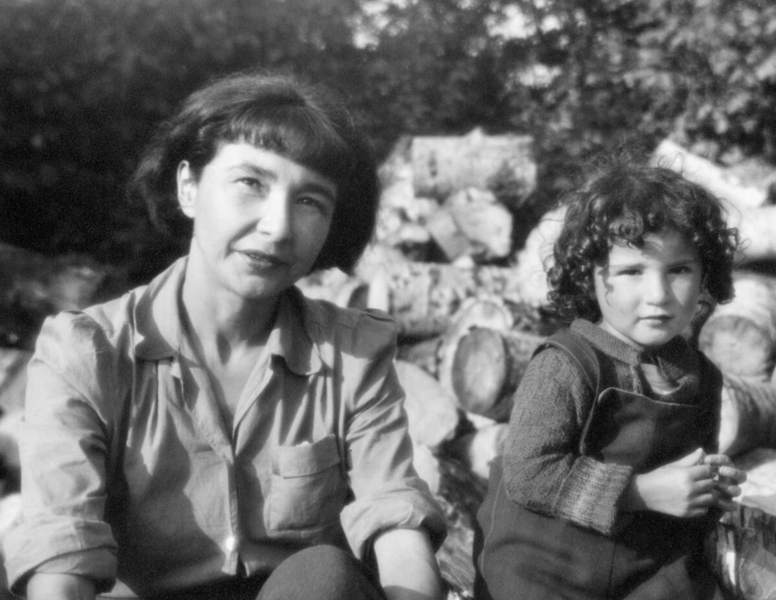
Anahareo et Katherine Moltke

La relation entre Anahareo et Moltke est compliquée. Ils se séparent périodiquement puis se remettent ensemble. Bien que sa famille en Suède accepte de payer pour que Katherine puisse aller dans un pensionnat, Moltke refuse de donner son accord. Il est victime d'un grave accident du travail et la famille déménage à Calgary pour qu'il reçoive des soins à l'hôpital. Handicapé, incapable de travailler et déprimé, il boit beaucoup. Lorsque Katherine part faire ses étude, Anahareo décide d'aller vivre avec Shirley Dawn. Moltke lui retourne vivre avec sa première femme. Lui et Anahareo se sépare définitivement  en 1959. Il décède en 1963.

### Succès et reconnaissance (1960–1986)
Après son emménagement avec Shirley Dawn, Anahareo se voit diagnostiquer un dysfonctionnement de la thyroïde qui est la cause de la dépression et des problèmes de santé dont elle souffre depuis des années. Grâce à l'amélioration apportée par son traitement , elle commencedeux projets : un film et un livre sur Grey Owl. Elle se rend sans succès à Toronto, Vancouver et Los Angeles pour promouvoir le projet de film. Dans les années 1960, l’industrie cinématographique était peu encline à présenter une représentation authentique des autochtones canadiens.
Anahareo ne se laisse pas décourager et commence à écrire un livre sur Grey Owl. À partir de la fin des années 1960, l’intérêt pour sa vie, commence à croître.[réf. nécessaire]

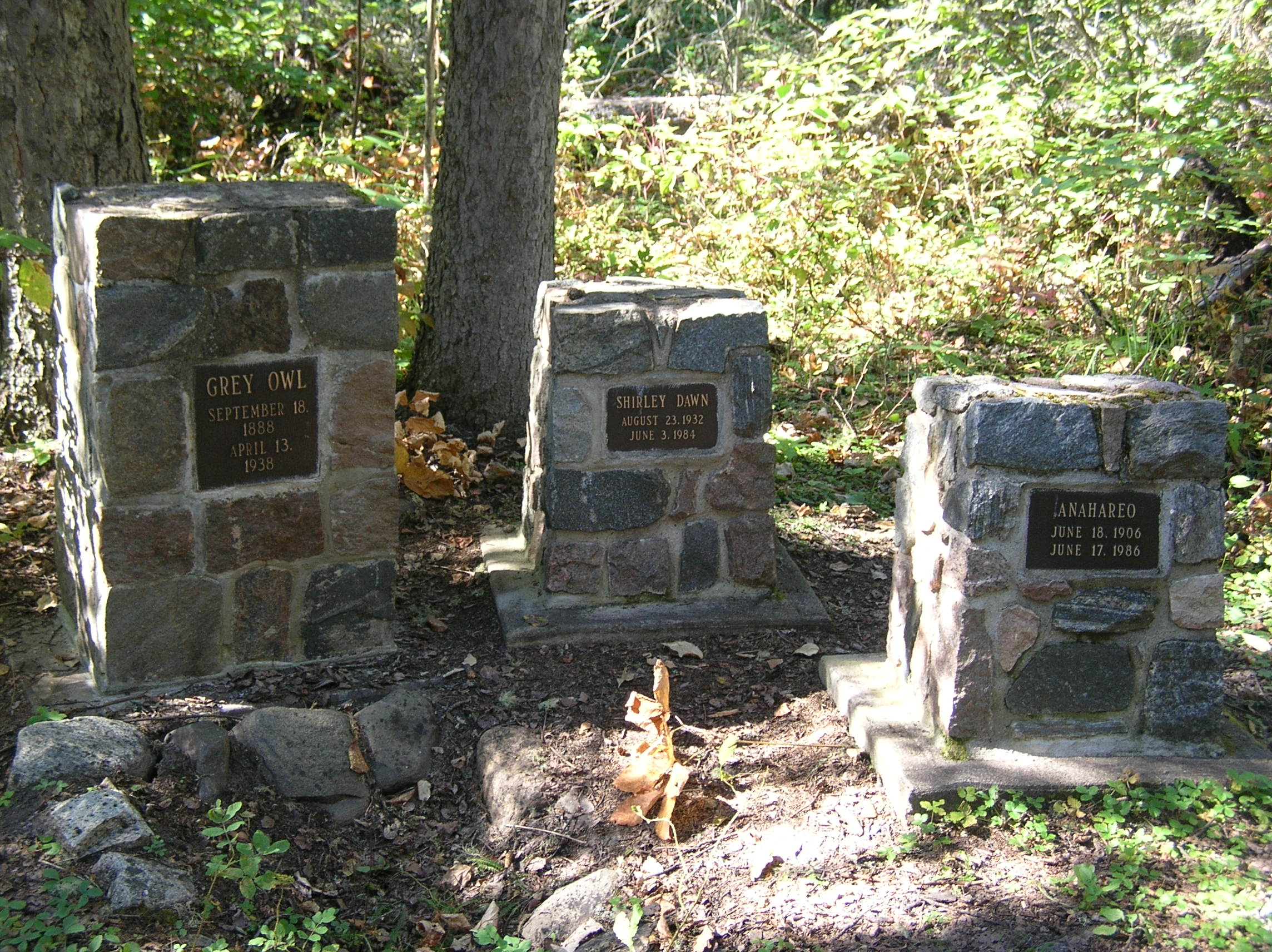
Tombes de Grey Owl, Anahareo et Shirley Dawn

En 1972, d'Anahareo publie Un diable en mocassins - Ma Vie avec Grey Owl. C'est un succès populaire, le livre atteint la quatrième place sur la liste des best-sellers du Toronto Star. Le titre du livre est inspiré par une conversation qu'elle a eue avec Grey Owl des années auparavant, dans laquelle il lui disait qu'il écrirait un livre intitulé "Le Diable en peau de cerf", qui serait son dernier livre.
Au cours des dernières années de sa vie, Anahareo continue à être active dans les mouvements de conservation et de défense des droits des animaux. Elle rejoint la Société pour la protection des animaux à fourrure et fait campagne sur diverses questions concernant la protection des animaux, telles que l'interdiction des pièges à mâchoires et la promotion de l'utilisation de pièges sans cruauté. En 1979, elle devient membre de l'Ordre de la Nature de la Ligue internationale pour les droits des animaux. La médaille qu'elle reçoit est gravée des mots de Grey Owl : «kindness is the hallmark of civilization». En 1983, elle reçoit  l'Ordre du Canada.
Le 17 juin 1986, un jour avant son quatre-vingtième anniversaire, Anahareo décède à Kamloops, en Colombie-Britannique. Elle est enterrée à côté de ShirleyDawn et Grey Owl au-dessus de Beaver Lodge.

## Ouvrages
- (en) My Life with Grey Owl, Peter Davies London, 1940
- Un diable en mocassins, Éditions du Boréal, 2025 ((en) Devil in deerskins: My life with Grey Owl, New Press, 1972  (ISBN 9780887701269)), trad. Catherine Ego, 296 p.  (ISBN 9782764628812)